# Oude Tramwegbrug
De Oude Tramwegbrug (brug 1733) is een brug in Amsterdam-Noord.
De brug vormt net als de Hoornsekopbrug met dezelfde constructie voor fietsers de verbinding tussen de Buikslotermeerdijk en de Termieterweg die naar buurtschap 't Nopeind loopt. Ze overspant de ringvaart en voert naar de Kleine Blauwe Polder, waarin de Termieterweg ligt.
De brug ging naamloos door het leven totdat de gemeente Amsterdam haar op 9 november 2018 de naam Oude Tramwegbrug gaf. Het voorstel daartoe kwam van de Centrale Dorpenraad binnen Landelijk Noord. De naam verwijst naar de Waterlandse tram die tussen 1888 en 1956 hier een brug had met de halte Zunderdorp aan de Termietergouw (huisnummer 12); Zunderdorp lag wel 500 meter oostelijk van het stationnetje.
De Oude Tramwegbrug is niet van die tijd. De brug wordt gedragen door betonnen brugpijlers met betonnen jukken. Zij dragen houten of stalen balken. Het rijdek bestaat uit houten planken waarop een antisliplaag. De witgeschilderde leuningen zijn van hout, de leuningen zijn door middel van bouten aan de overspanning bevestigd. In het midden van de brug is een wegversmalling aangelegd.
De brug dateert vermoedelijk van rond 1985.

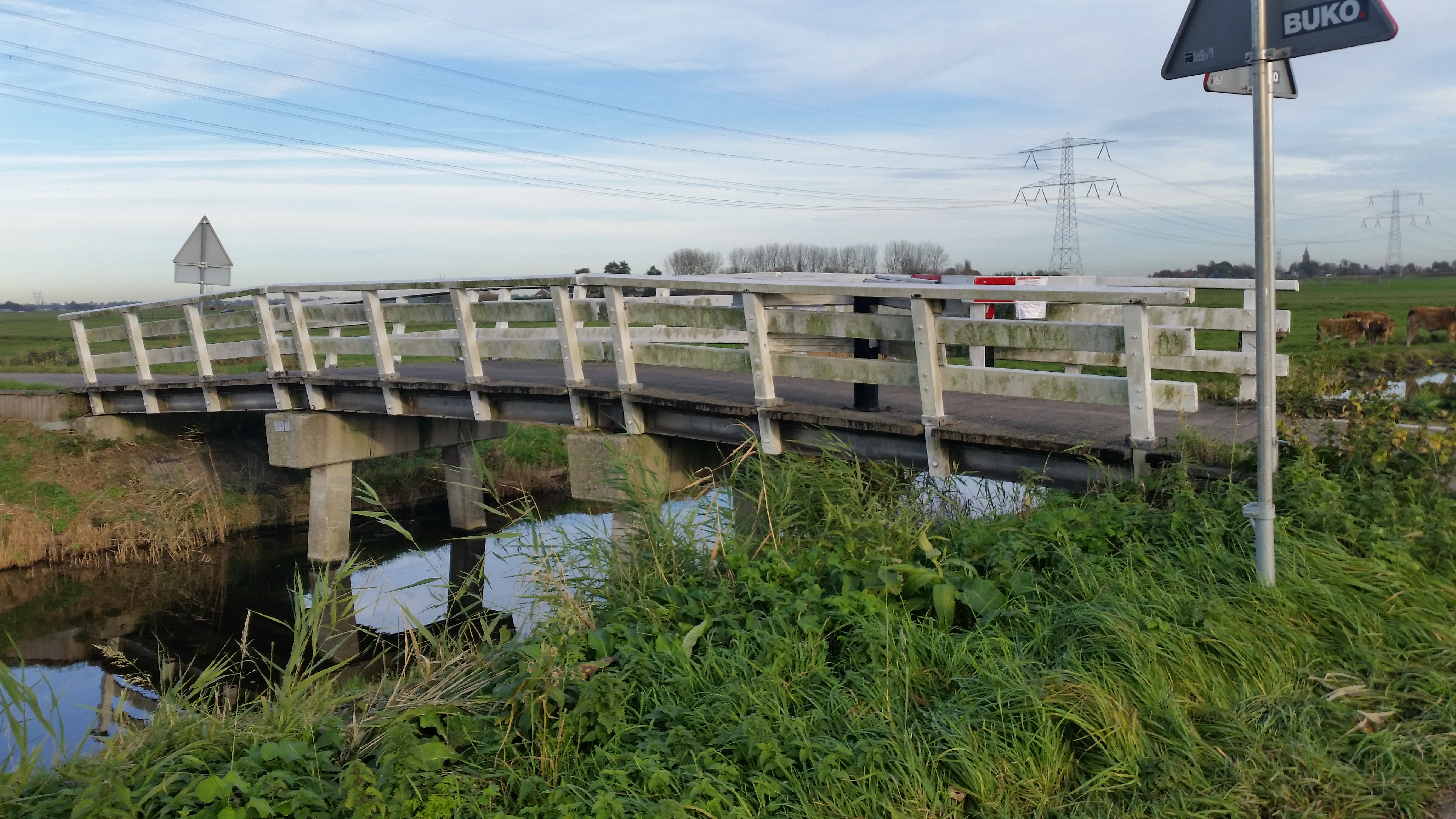
Zijaanzicht van brug 1733 (november 2018)

<<< · 1701 · 1702 · 1703 · 1704 · 1705 · 1706 · 1707 · 1708 · 1709 ·  1710 · 1711 · 1714 · 1715 · 1716 · 1717 · 1718 · 1719 · 1720 · 1721 · 1722 · 1723 · 1725 · 1726 · 1727 · 1728 · 1729 · 1730 · 1731 · 1732 · 1733 · 1734 · 1735 · 1736 · 1737 · 1738 · 1739 · 1741 · 1742 · 1743 · 1745 · 1746 · 1747 · 1748 · 1749 · 1750 · 1751 · 1752 · 1753 · 1754 · 1755 · 1756 · 1757 · 1764 · 1765 · 1766 · 1767 · 1768 · 1769 · 1770 · 1771 · 1772 · 1773 · 1774 · 1775 · 1776 · 1777 · 1778 · 1779 ·  1780 · 1781 · 1782 · 1783 · 1784 · 1785 · 1786 · 1787 · 1788 · 1791 · 1792 · 1793 · 1794 · 1795 · 1796 · 1797 · 1798 · 1799 · >>>
Brugnummers brug 1712, 1713, 1724, 1740, 1744, 1758, 1759, 1760, 1761, 1762, 1763, 1789, 1790 zijn niet (meer) vergeven.